# Луєріу
Луєріу (рум. Luieriu) — село у повіті Муреш в Румунії. Входить до складу комуни Сусень.
Село розташоване на відстані 288 км на північ від Бухареста, 35 км на північ від Тиргу-Муреша, 85 км на схід від Клуж-Напоки, 148 км на північний захід від Брашова.

## Населення
За даними перепису населення 2002 року у селі проживали 765 осіб. Рідною мовою 763 особи (99,7%) назвали румунську.
Національний склад населення села:
| Національність | Кількість осіб | Відсоток |
| -------------- | -------------- | -------- |
| румуни         | 714            | 93,3%    |
| цигани         | 45             | 5,9%     |